# Ignacio Paricio
Ignacio Paricio Ansuátegui (Zaragoza, 1944) es un arquitecto y profesor universitario español.

## Biografía
Nacido en 1944 en la ciudad de Zaragoza, estudió arquitectura en la Escuela Técnica Superior de Arquitectura de Barcelona, donde se licenció en 1969 . Desde 1981 es catedrático de construcción en esta Escuela Superior. 

## Trayectoria
Especialista en construcción, ha realizado estudios sobre la vivienda y las perspectivas de una tecnología más respetuosa con las condiciones mediterráneas o la técnica y composición de la fachada de ladrillo .
Desde 1984 trabaja junto a Lluís Clotet en la sociedad "Clotet.Paricio & Assoc. SL" . En 1999 fundó la Editorial Bisagra, dedicada a la publicación de textos sobre arquitectura y construcción. Entre las muchas obras realizadas destacan la sede del Banco de España en Gerona, las viviendas de la Villa Olímpica de Barcelona, la remodelación del Depósito de Aguas  de Barcelona y del Convento de los Ángeles, la isla de la Luz o la reforma de la Lonja de Barcelona o el MACBA de la ciudad condal. 
En 1999 fue galardonado, junto con su socio Lluís Clotet, con el Premio Nacional de Patrimonio Cultural de Cataluña. Ha sido galardonado varias veces con el Premio FAD destacando en las ediciones de arquitectura de 1988 y 1989 .